# Phalempin
Phalempin é uma comuna francesa na região administrativa de Altos da França, no departamento do Norte. Estende-se por uma área de 7.93 km². Em 2010 a comuna tinha 4 817 habitantes (densidade: 607,4 hab./km²).